# Ethiope (Fluss)
Der Ethiope ist ein Fluss im Süden Nigerias.

## Verlauf
Der Fluss hat seine Quelle im Ort Umuaja bei Umutu. Das Ungewöhnliche an der Quelle ist, dass das Wasser direkt unter den Brettwurzeln eines mächtigen Baumes heraus fließt. Die Quelle hat eine Bedeutung in der lokalen Religion und ist touristisch erschlossen. Der Ethiope fließt in einem weiten südlichen Bogen gen Westen und bildet dabei auf einem langen Stück die Grenze zwischen den beiden Bundesstaaten Delta und Edo. Er ist ungewöhnlich tief und klar. Nach etwa 150 Kilometern vereinigt er sich bei Sapele mit dem Jamieson und bildet mit ihm zusammen den Fluss Benin. Der längste Nebenfluss ist der Oroghodo, der allerdings nicht ganzjährig fließt.

## Abgrenzung
Je nach Quelle ist der Ethiope entweder ein Quellfluss des Benin, oder derselbe Fluss, der nur seinen Namen ändert.